# Gamasomorpha nigrilineata
Gamasomorpha nigrilineata là một loài nhện trong họ Oonopidae.
Loài này thuộc chi Gamasomorpha. Gamasomorpha nigrilineata được Xing Xu miêu tả năm 1986.